# Siklós Olga
Siklós Olga (Kolozsvár, 1926. november 6. – Budapest, 2006. július 22.) dramaturg, rendező, író, az irodalomtudományok kandidátusa (1968).

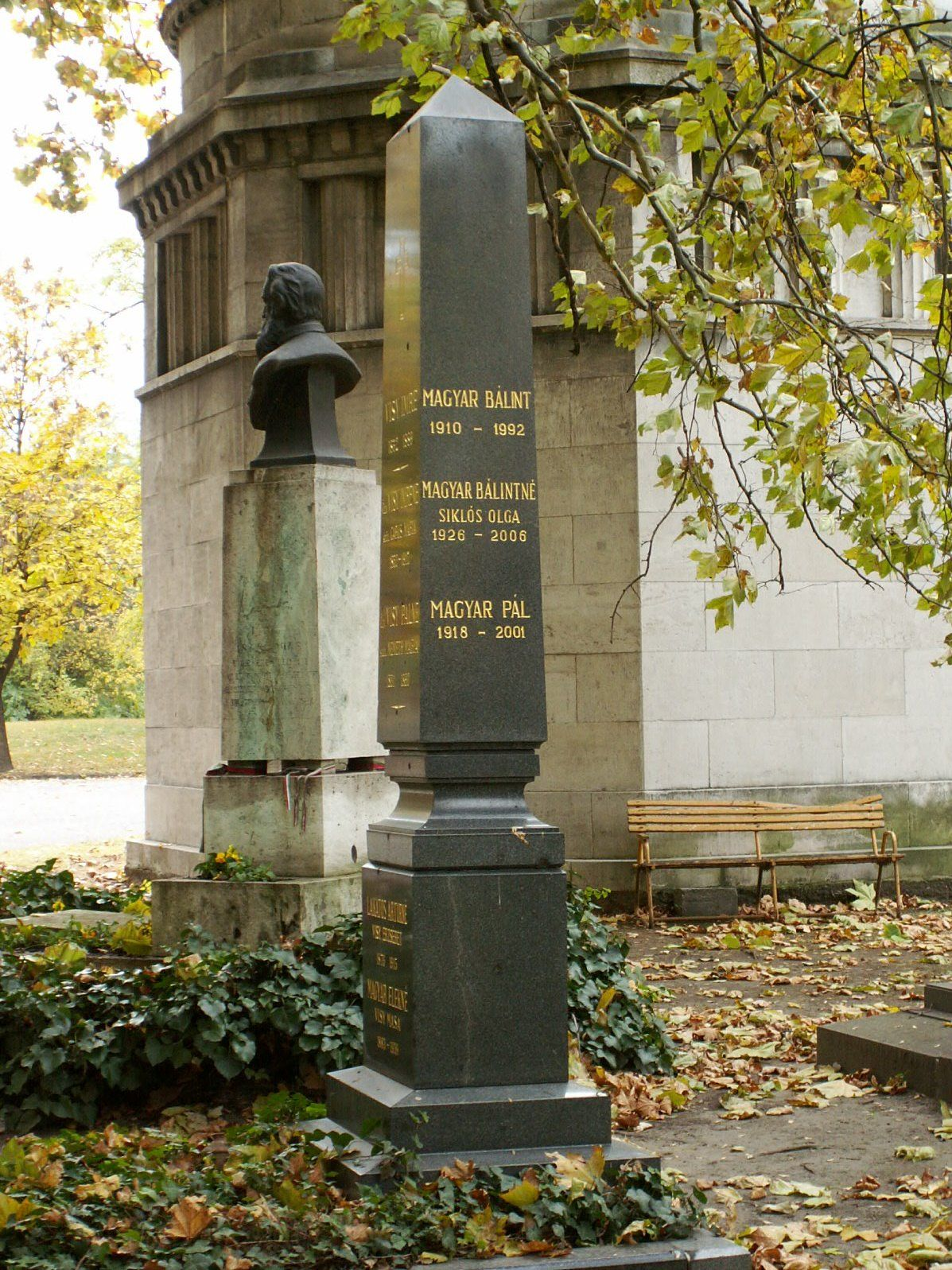
Sírja a Fiumei úti sírkertben (34/1-1-45)

## Életpályája
Diplomáját 1958-ban szerezte a Színház- és Filmművészeti Főiskola dramaturg tanszakán. 1945-től dolgozott a Nemzeti Színháznál, később az Ifjúsági Színház (1951-től), a kecskeméti Katona József Színház (1956-tól), majd a Veszprémi Petőfi Színháznál (1966-tól) volt dramaturg. 1973-tól dolgozott a Magyar Rádiónál mint rendező. Munkái színház- és drámatörténeti tanulmányok, televíziós-forgatókönyvek és rádiójátékok, mesejátékok, dokumentumjátékok írása, rendezése. Ezeken kívül rendszeresen tartott előadásokat a TIT-ben és vidéki városokban - filmről, színházról. Veszprémben emlékezetesek voltak a felolvasó színházi rendezései.
Temetése és búcsúztatása 2006. augusztus 14-én, hétfőn 11 órakor volt a Fiumei úti Nemzeti Sírkertben.
A Színházi adattárban regisztrált bemutatóinak száma: rendező-5; író-7.

## Családja
Férje Magyar Bálint film- és színháztörténész, fia Magyar Bálint politikus, lánya Magyar Fruzsina dramaturg.

## Művei
- Művészek harca a békéért; Népszava, Bp., 1952 (Szakszervezeti ismeretterjesztő előadások)
- A magyar drámairodalom útja. 1945–57; Magvető, Bp., 1970 (Elvek és utak)
- Guthi Soma: A kormánybiztos. Szatíra; átdolg., rendezői utószó Siklós Olga; Népművelési és Propaganda Intézet, Bp., 1971 (Színjátszók kiskönyvtára)
- Magyar Elek: Az Inyesmester éléskamrája. Befőzés, házi konzerválás; sajtó alá rend. Magyar Pál, Siklós Olga; Mezőgazdasági, Bp., 1974 (Kertünk, házunk, otthonunk)
- A legnagyobb magyar. Monodráma Széchenyi István műveiből; József Attila Színház, Bp., 1983
- Kortársunk Széchenyi 1. A lipcsei csatától a pozsonyi országgyűlésig; Kelenföld,  Bp., 1991 (Kortársunk Széchenyi, 1.)
- Kortársunk Széchenyi 1. A tettek embere ; Kelenföld,  Bp., 1991 (Kortársunk Széchenyi, 2.)
- Tabi László: Ajánlom magamat. Válogatott írások, 1945-1985; szerk. Siklós Olga; szerzői, Bp., 1996
- Magyar Bálint: Bukásra ítélt siker. A Vígszínház élén, 1955-1958. Egy polgár egy nem-polgári korban; sajtó alá rend. Siklós Olga; Mundus Magyar Egyetemi Kiadó, Bp., 2004 (Mundus – Emlékiratok)